# ترموس آکواتیکوس
ترموس آکواتیکوس گونه‌ای از باکتری هاییست که می‌توانند حرارت بالا را تحمل کنند، یکی از باکتری‌های گرمادوست که به گروه دینوکوکوس-ترموس تعلق دارد. این باکتری منبع آنزیم مقاوم به گرمای Taq DNA polymerase است. این آنزیم در واکنش زنجیرهای پلیمراز (PCR) به کار می‌رود و یکی از مهم‌ترین آنزیم‌ها در زیست‌شناسی مولکولی است.

## پیشینه

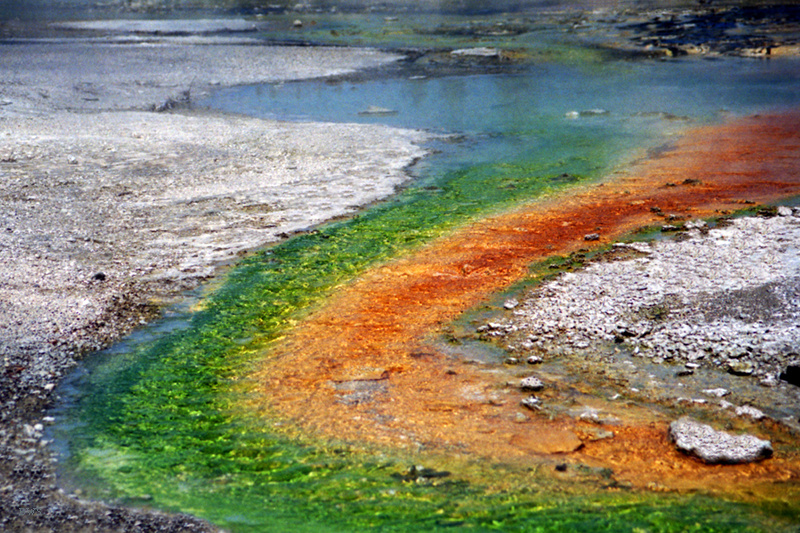
چشمه‌های آب گرم حاوی جلبک و باکتری در پارک ملی یلوستون

در دهه ۱۹۶۰، زمانی که مطالعات بیولوژیکی موجودات زنده در چشمه‌های آب گرم آغاز شد، دانشمندان گمان می‌بردند باکتری‌های گرمادوست نمی‌توانند در دمای بالاتر از حدود ۵۵ درجه سلسیوس (۱۳۱ درجه فارنهایت) زنده بمانند. هرچند خیلی زود کشف شد که بسیاری از باکتری‌ها در چشمه‌های مختلف با دمای بالاتر، نه تنها جان سالم به در می‌برند بلکه در زندگی خود موفق نیز هستند. در سال ۱۹۶۹، توماس د.براک و هادسون فریز از دانشگاه ایندیانا گزارش جدیدی از گونه‌های باکتری گرمادوست به نام ترموس آکواتیکوس ارائه دادند. این باکتری برای اولین بار در حوضچه چشمه پایینی در پارک ملی یلوستون در نزدیکی چشمه فواره‌ای بزرگ و چشمه گنبدی سفید کشف شد و از آن هنگام در زیستگاه‌های سراسر جهان با رفتار گرمایی مشابه یافت شده‌است.

## زیست‌شناسی
این باکتری در 70 °C (158 °F) رشد می‌کند، اما می‌تواند در دمای 50 °C به 80 °C (122 °F to 176 °F) زنده بماند. این باکتری شیمی پرورد است_ برای به دست آوردن غذا شیمیوسنتز می‌کند. البته چون بازهٔ دمایی اش با سیانوباکتری فتوسنتزکننده‌ای که محیط ایده‌آلش را به اشتراک می‌گذارد هم پوشانی دارد، گاهی اوقات دیده شده‌است که به‌طور مشترک با همسایگان خود زندگی می‌کند و انرژی اش برای رشد را از فتوسنتز آن‌ها کسب می‌کند.

## ریخت‌شناسی
ترموس آکواتیکوس عموماً به شکل استوانه‌ای با قطر 0.5 µm الی 0.8 µm است. نوع کوتاه‌تر میله‌ای شکل آن طولی معادل 5 الی 10 میکرومتر دارد. نوع بلندتر رشته‌ای شکل طول‌های مختلفی دارد و در برخی موارد طولش به بیش از 200 میکرومتر نیز می‌رسد. باکتری‌های میله‌ای تمایل به تجمع دارند. اجتماع آن‌ها می‌تواند منجر به شکل‌گیری اجسامی کروی با قطر 10 الی 20 میکرومتر شود اجسام گلوله‌ای نامیده می‌شوند.

## آنزیم‌های ت. آکواتیکوس
ت. آکواتیکوس به عنوان منبعی از آنزیم‌ها مقاوم در گرما، به خصوص Taq DNA polymerase معروف شده‌است.
- آلدولاز

مطالعات انجام شده روی این باکتری گرمادوست است که می‌تواند در محیط کشت سلولی رشد داده شود، ابتدا روی این مسئله متمرکز بود که چطور پروتئینها و آنزیم‌ها (که به‌طور معمول در دمای بالا غیرفعال می‌شوند) می‌توانند در دمای بالای این باکتری‌ها فعالیت کنند. در سال ۱۹۷۰ فریز و براک مقاله‌ای چاپ کردند که یک آلدولاز مقاوم به گرمای استخراج شده از ت. آکواتیکوس را توصیف می‌کرد.
- RNA پلیمراز

اولین آنزیم پلیمراز جدا شده از ت. آکواتیکوس یک RNAپلیمراز وابسته به DNA بود که در سال ۱۹۷۴ استخراج شد و در فرایند رونویسی مورد استفاده قرار می‌گرفت.
- آنزیم محدودکننده Taq I

احتمالاً اکثر زیست شناسان مولکولی در اواخر دههٔ ۱۹۷۰ و اوایل دههٔ ۱۹۸۰ با استخراج شدن آنزیم‌های مفید اندونوکلئاز محدود کننده، از ت. آکواتیکوس آگاهی پیدا کردند. استفاده از واژه Taq که به Thermus aquaticus اشاره دارد در آن زمان از قرارداد دادن نام کوتاه به آنزیم‌های محدود کننده به وجود آمد. این نام کوتاه از سرده و گونهٔ موجود منبع به دست می‌آید، مانند Sal و Hin.
- DNA پلیمراز ("Taq pol")

DNA پلیمراز ت. آکواتیکس اولین بار در سال ۱۹۷۶ استخراج شد. اولین مزیت این DNAپلیمراز مقاوم به گرما (دمای مطلوب ۸۰°C) این بود که می‌توانست نسبت به سایر DNAپلیمرازها خالص تر جداسازی شود (به دور از سایر آنزیم‌های آلوده کننده). بعدتر، کری مالیس و دیگر محققان در شرکت ستوس کشف کردند که می‌توان از این آنزیم در روش واکنش زنجیرهای پلیمراز (PCR) برای تکثیر قطعات کوچک DNA استفاده کرد و دیگر نیازی به اضافه کردن آنزیم پس از هر چرخهٔ واسرشتن دمایی DNA وجود ندارد. این آنزیم هم چنین برای تولید در مقادیر زیاد تجاری، همتاسازی مولکولی، توالی یابی و اصلاح شده‌است (برای تولید «قطعات استافل» کوتاه‌تر). در سال ۱۹۸۹ مجله ساینس Taq پلیمراز را به عنوان اولین «مولکول سال» معرفی کرد. در سال ۱۹۹۳، برای کار با PCR، به کری مالیس جایزه ی نوبل اهدا شد.
- سایر آنزیم‌ها

بالا بودن دمای مطلوب ت. آکواتیکوس به محققان اجازه می‌دهد، تحت شرایطی که سایر آنزیم‌ها فعالیت ندارند به مطالعهٔ واکنش‌ها بپردازند. دیگر آنزیم‌های جدا شده از این باکتری شامل DNA لیگاز، آلکالن فسفاتاز، NADH اکسیداز، ایزوسیترات دهیدروژناز، آمیلومالتاز و ال-لاکتات دهیدروژناز وابسته به فروکتوز ۱و۶-دی فسفات می‌شود.

## بحث
استفاده تجاری از آنزیم‌های ت. آکواتیکوس بدون جدل نبوده‌است. پس از مطالعات براک، نمونه‌هایی از ارگانیسم به شرکتَ ATCC، یک مخزن عمومی، سپرده شد. سایر دانشمندان، از جمله کسانی که در شرکت ستوس کار می‌کردند، این باکتری را از آنجا دریافت کردند. هنگامی که پتانسیل تجاری Taqپلیمراز در دههٔ ۱۹۹۰ آشکار شد، سازمان پارک‌های ملی استفاده از آن را با عنوان «Great Taq Rip-off» برچسب گذاری کرد. هم‌اکنون محققان در حال کار در پارک‌های ملی ملزوم به امضای قرارداد «نشر منافع» هستند که بخشی از سود بعدی را به خدمات پارک می‌فرستد.